# اچ‌ام‌اس وول‌ویچ (اف۸۰)
اچ‌ام‌اس وول‌ویچ (اف۸۰) (به انگلیسی: HMS Woolwich (F80)) یک کشتی بود که طول آن ۶۱۰ فوت ۳ اینچ (۱۸۶٫۰ متر) بود. این کشتی در سال ۱۹۳۴ ساخته شد.